# Habenaria procera
Espèce
Synonymes
- Habenaria gabonensis Rchb.f.[1]
- Habenaria milnei Rchb.f.[1]
- Habenaria ochyrae Szlach. & Olszewski[1]
- Habenaria procera var. gabonensis (Rchb.f.) Geerinck[1]
- Habenaria staudtiana Kraenzl. & Schltr.[1]
- Orchis procera Afzel. ex Sw.[1]

Habenaria procera est une espèce de plantes de la famille des Orchidées et du genre Habenaria, présente dans plusieurs pays d'Afrique tropicale.

## Liste des variétés
Selon Tropicos (23 décembre 2018) (Attention liste brute contenant possiblement des synonymes) :
- variété Habenaria procera var. gabonensis Geerinck
- variété Habenaria procera var. procera